# Roman Jasielski
Roman Ignacy Jasielski (ur. 22 lipca 1871 w Bohatem na Wołyniu, zm. 1 marca 1947 we Wrocławiu) – polski księgarz i wydawca. 

## Życiorys
Syn Macieja Franciszka (zm. 1884) i Petroneli z Elaszewiczów Jasielskich. Brat Seweryna Jasielskiego - aktora i właściciela salonów sztuki w Warszawie. Od 1886 Roman Jasielski rozpoczął praktykę w księgarni H. Altemberga we Lwowie, w 1892 przeniósł się do firmy J. Piszcz w Nowym Sączu, a w 1894 do księgarni L. Zwolińskiego do Krakowa. Od 1895 pracował w Stanisławowie, w księgarni A. Doboszańskiego.
W 1898 założył księgarnię kolejową oraz biuro dzienników w Stanisławowie. W 1903 powstała filia księgarni w Jaremczu. Następne filie na dworcach w Czortkowie, Kołomyi, Delatynie, Chodorowie. Jasielski dostarczał podręczniki do polskich szkół w Rosji i Argentynie. Był wydawcą serii książek „Czytanki Polskie”. Wydawał również widokówki.
Był w zarządzie głównym Związku Księgarzy Polskich. Pełnił funkcję Prezesa Rady Nadzorczej Spółdzielczego Banku Ziemi Stanisławowskiej. 
Żonaty z Janiną Jaworowską, córką Hilarego i Zofii z Kossutów Jaworowskich. Ojciec Anny Aleksandry Jasielskiej.  
Po wojnie wraz z innymi Polakami przymusowo wysiedlony z rodzinnych stron, osiadł we Wrocławiu. założył księgarnię mieszczącą się na wrocławskim rynku, w kamienicy Pod Złotą Palmą; po jego śmierci prowadzoną przez córkę.
Zmarł 1 marca 1947 we Wrocławiu, gdzie został pochowany na Cmentarzu Grabiszyńskim (pole 3-19-291).

## Ordery i odznaczenia
- Srebrny Krzyż Zasługi (10 listopada 1933)[2]